# みどり市立笠懸北小学校
みどり市立笠懸北小学校（みどりしりつ かさかけきたしょうがっこう）は、群馬県みどり市笠懸町阿左美にある公立小学校。

## 所在地
- 群馬県みどり市笠懸町阿左美3730

## 沿革
昭和53年4月1日 - 笠懸村立笠懸北小学校として開校。
平成2年4月1日 - 町制施行により笠懸町立笠懸北小学校となる。
平成18年3月27日 - 合併によりみどり市が発足し、みどり市立笠懸北小学校となる。

## 学区
- 笠懸町阿左美の一部[1][2]
- 笠懸町鹿の一部

## 学校周辺
- みどり市立笠懸中学校
- みどり市立笠懸小学校
- 群馬県道78号太田大間々線
- 国道50号
- 両毛線：岩宿駅
- 岩宿遺跡